# Državne ceste u Urugvaju
Državne ceste u Urugvaju (službeno na španjolskom: Rutas nacionales de Uruguay) predstavljaju najvažnije ceste u Urugvaju, koje povezuju sve departmane i sva veća naseljena mjesta. Ukupna dužina urugvajskih državnih cesta iznosi 8.698 kilometara od kojih su 303 kilometra betonirana, 3.164 asfaltirana, 4.220 bitumenirana i 1.009 neizravnana, uglavnom kod cesta koje prolaze kroz manje važna mjesta i siromašnije departmane.
Prema važnosti državne ceste mogu biti primarne i sekundarne te međunarodne. Ukupno ih ima 110: 109 s brojem i jedna bez broja (tzv. IB cesta).

## Imena cesta
Službeni naziv svake državne ceste je "Ruta" i pripadajući broj. Unatoč tome, Parlament Urugvaja je nizom zakonskih odredbi između 1975. i 1981. nadjenuo počasna imena nekim cestama.
| Ime                               | Povezuje gradove/naselja (duljina)                                             |
| --------------------------------- | ------------------------------------------------------------------------------ |
| Gral. Líber Seregni               | Međunarodna zračna luka Carrasco (predgrađe Montevidea)-Punta del Este (90 km) |
| Brigadier Gral. Manuel Oribe      | Montevideo-Colonia del Sacramento (177 km)                                     |
| Grito de Asencio                  | Rosario-Fray Bentos (181 km)                                                   |
| Gral. José Artigas                | Ruta 1 (km 68)-Bella Unión, Artigas Department (587 km)                        |
| Andrés Artigas                    | Artigas-Ruta 31-Salto                                                          |
| Brigadier Gral. Fructuoso Rivera  | Montevideo-Rivera (506 km)                                                     |
| Joaquín Suárez                    | Montevideo-Paso de Frontera (338 km)                                           |
| Gral. Aparicio Saravia            |                                                                                |
| Brigadier Gral. Antonio Lavalleja | Montevideo-Aceguá                                                              |
| Gral. Leonardo Olivera            | Ruta 8 (blizu Socae)-Chuy                                                      |
| Juan Díaz de Solís                | LJetovališta departmana Maldonado i Rocha                                      |
| Ing. Eladio Dieste                | Ecilda Paullier-Atlántida (160 km)                                             |
| Luis Alberto de Herrera           |                                                                                |
| Bartolomé Hidalgo                 |                                                                                |
| Brigadier Gral. Fructuoso Rivera  |                                                                                |
| Ricardo Ferrés                    |                                                                                |
| Cnel. Lorenzo Latorre             |                                                                                |
| Treinta y Tres Orientales         | Colonia del Sacramento-Mercedes, Urugvaj (177 km)                              |
| Brigadier Gral. Leandro Gómez     |                                                                                |
| Mario Heber                       |                                                                                |
| Cnel. Andrés Latorre              |                                                                                |
| Brigadier Gral. Eugenio Garzón    | Glavna cesta departmana Artigas (260 km)                                       |
| Cnel. Gorgonio Aguiar             |                                                                                |
| Domingo Burgueño Miguel           |                                                                                |
| Cnel. Fernando Otorgués           |                                                                                |
| Cnel. Bernabé Rivera              |                                                                                |
| Cnel. Manuel Francisco Artigas    |                                                                                |
| Cap. Juan Antonio Artigas         |                                                                                |
| Wilson Ferreira Aldunate          |                                                                                |

## Vanjske poveznice
- 14 najdužih državnih cesta u Urugvaju: oznake cesta i dužine (šp.)
- Državne ceste u Urugvaju - podatci i slike (šp.)
- Službene stranice Ministarstva prometa i javnih radova (šp.)